# 김봉연
김봉연(金奉淵, 1952년 1월 13일 ~ )은 전 KBO 리그 해태 타이거즈의 선수다. 현역 시절 포지션은 1루수다.
해태 타이거즈의 원년 오른손 거포이자, 프로 원년 홈런왕이다. 이른바 KKK포(김준환-김봉연-김성한/김성한-김봉연-김종모)를 이루었던 부동의 4번 타자였다.

## 경력
군산상업고등학교와 연세대학교 체육교육학과를 졸업했다. 군산상고 시절에는 “역전의 명수”라는 소리를 들던 군산상고의 명실공히 4번 타자였다. 당시 군산상고에는 프로야구 도루왕 5회로 최다 도루왕인 대도 김일권과 KKK포를 함께 꾸리던 강타자 김준환과 청보 핀토스 1번 타자였던 김우근같은 선수와 함께 군산상고를 최강으로 군림시켰다. 또한 전성기를 실업 야구(1979년~1981년) 팀인 한국화장품에서 데뷔해 아마 최고의 강타자 김우열을 제치고 대통령배 실업야구 3년 연속 홈런왕과 아마야구의 단 6개밖에 없는 3연타석 홈런 중 절반을 자신의 이름으로 채운다.
1982년 한국프로야구 출범을 앞두고 연고지 팀 해태 타이거즈에 입단하였다. 당시 한국 나이로 31세, 이미 전성기를 약간 넘긴 시점이었으나 프로 원년 홈런왕을 차지한다.
골프를 연상시키는 어퍼 스윙의 대명사로 엄청난 힘을 자랑하던 프로야구 원년 홈런왕이었으며, 김우열, 이만수와 라이벌 관계였다. 1983년 동승자가 사망할 정도로 큰 교통사고를 당하고도 300바늘 넘게 꿰맨 상처가 남자, 콧수염을 길러 그것을 가린 후 한 달 만에 한국시리즈에 나와 해태의 첫 우승을 이끌고 최우수 선수에 올랐다.
통산 타율 0.278에 포스트 시즌 타율이 무려 0.341이었다. 통산 4차례 해태의 우승에 기여하였으며, 두 번의 홈런 1위를 기록한 당대의 대표적인 오른손 강타자로 활약하였다. 또한 1982년 데뷔부터 1988년에 은퇴할 때까지 선수생활 전 시즌인 7년 연속으로 베스트 올스타에 뽑힌 1980년대의 대표적 스타이기도 하다 (그중 3차례나 최다득표를 획득하기도 했다- 1983, 1985, 1986).
프로야구계에서는 대표적인 학구파 선수였는데, 1990년에는 〈심한 운동이 자연치사 세포능과 T-세포 아형에 미치는 영향〉이라는 논문으로 원광대학교 대학원 사회체육학과에서 체육학 석사 학위를 취득하였다.
1989년부터 1994년까지 고향 팀 해태 타이거즈에서 타격코치를 역임했으나, 1994년 시즌 후 재계약 협상 도중 해태가 결별을 선언해 한동안 현장을 떠나 있었다. 1997년에 해태의 타격코치로 돌아와서 1기 2기 모두 지도자로써도 4번 우승을 했었다.
2000년에 해태 타이거즈의 2군 감독을 맡았던 것을 마지막으로 현장을 떠나 교육계에 몸담았다. 2001년부터 극동대학교 사회체육학과 교수로 임용되어 정년 퇴임할 때까지 교수로 재직했다.

## 학력
- 전주중앙초등학교 졸업
- 전주북중학교 → 군산남중학교(전학)[4] 졸업
- 군산상업고등학교 졸업
- 연세대학교 체육교육학과 학사
- 원광대학교 대학원 사회체육학과 체육학 석사
- 동신대학교 대학원 박사과정

## 이외 경력
- 극동대학교 사회체육학과 교수

## 통산 기록
| 연 도          | 소 속          | 나 이          | 출 장 | 타 석 | 타 수 | 득 점 | 안 타 | 2 루 타 | 3 루 타 | 홈 런 | 타 점 | 도 루 | 도 실 | 볼 넷 | 삼 진 | 타 율 | 출 루 율 | 장 타 율 | O P S | 루 타 | 병 살 타 | 몸 맞 | 희 타 | 희 플 | 고 4 |
| -------------- | -------------- | -------------- | ----- | ----- | ----- | ----- | ----- | ------- | ------- | ----- | ----- | ----- | ----- | ----- | ----- | ----- | -------- | -------- | ----- | ----- | -------- | ----- | ----- | ----- | ---- |
| 1982           | 해태           | 30             | 74    | 304   | 269   | 55    | 89    | 14      | 1       | 22    | 52    | 7     | 2     | 28    | 16    | .331  | .406     | .636     | 1.042 | 171   | 8        | 6     | 0     | 1     | 3    |
| 1983           | 해태           | 31             | 80    | 329   | 286   | 53    | 80    | 10      | 1       | 22    | 59    | 2     | 2     | 42    | 28    | .280  | .372     | .552     | .924  | 158   | 3        | 0     | 0     | 1     | 4    |
| 1984           | 해태           | 32             | 97    | 400   | 341   | 42    | 85    | 18      | 0       | 17    | 48    | 3     | 2     | 50    | 56    | .249  | .352     | .452     | .804  | 154   | 16       | 4     | 2     | 3     | 1    |
| 1985           | 해태           | 33             | 91    | 363   | 316   | 45    | 80    | 9       | 1       | 17    | 47    | 7     | 5     | 43    | 26    | .253  | .348     | .449     | .798  | 142   | 6        | 3     | 0     | 1     | 0    |
| 1986           | 해태           | 34             | 108   | 453   | 407   | 63    | 122   | 18      | 3       | 21    | 67    | 3     | 5     | 38    | 30    | .300  | .363     | .514     | .876  | 209   | 9        | 4     | 1     | 3     | 5    |
| 1987           | 해태           | 35             | 98    | 380   | 339   | 33    | 92    | 11      | 2       | 6     | 39    | 1     | 2     | 27    | 23    | .271  | .331     | .369     | .699  | 125   | 13       | 4     | 5     | 2     | 1    |
| 1988           | 해태           | 36             | 82    | 209   | 187   | 20    | 48    | 4       | 0       | 5     | 22    | 1     | 0     | 13    | 8     | .257  | .304     | .358     | .662  | 67    | 4        | 0     | 8     | 1     | 0    |
| KBO 통산 : 7년 | KBO 통산 : 7년 | KBO 통산 : 7년 | 630   | 2438  | 2145  | 311   | 596   | 84      | 8       | 110   | 334   | 24    | 18    | 241   | 187   | .278  | .355     | .478     | .833  | 1026  | 59       | 21    | 16    | 12    | 14   |

- 시즌 기록 중 굵은 글씨는 해당 시즌 최고 기록

## 등번호
- 27 - 해태 타이거즈

## 같이 보기
- 백인천
- 김준환
- 김성한
- 김용희
- 김종모